# Alfons Spiessens
Alfons Spiessens (Boom, 23 de diciembre de 1888 - Ukkel, 21 de mayo de 1956) fue un ciclista belga que corrió a caballo de la Primera Guerra Mundial. Consiguió 2 victorias.

## Palmarés
- 1909
  - 3º en el Campeonato de Bélgica en ruta
- 1911
  - 5 en la París-Dirijan
- 1912
  - 7 en la París-Dirijan
- 1914
  - 8 en el Tour de Flandes
- 1919
  - 1 en las tres Villas Germanas
  - 7 en la París-Tours
  - 7 en la París-Bruselas
- 1920
  - 1 en los Seis días de Bruselas (con Marcel Buysse)

### Resultados al Tour de Francia
- 1912. 10º de la clasificación general
- 1913. 6º de la clasificación general
- 1914. 7º de la clasificación general
- 1919. Abandona (1ª etapa)